# Port lotniczy Sion
Port lotniczy Sion – szwajcarski port lotniczy położony 2,5 km na południowy zachód od Sion, stolicy kantonu Valais. Jedyne lotnisko w Szwajcarii, użytkowane wspólnie przez lotnictwo cywilne i wojskowe.
Posiada jeden pas startowy utwardzony o długości 2000 m i szerokości 40 m oraz jeden pas trawiasty o długości 660 m i szerokości 30 m. Jest portem międzynarodowym i posiada stały posterunek celny. Obsługuje głównie loty biznesowe i turystyczne. Niewielką część ruchu pasażerskiego stanowią loty czarterowe na trasach do Londynu i na Korsykę.

## Kierunki lotów i linie lotnicze
| Linia Lotnicza   | Kierunek                                                                                     |
| ---------------- | -------------------------------------------------------------------------------------------- |
| Air Mountain     | Sezonowo: 1. Alghero 2. Calvi 3. Figari 4. Genewa-Cointrin 5. Rzym-Fiumicino 6. Saint-Tropez |
| Helvetic Airways | Sezonowe Czartery: 1. Palma de Mallorca                                                      |